# Allium gilgiticum
Allium gilgiticum är en amaryllisväxtart som beskrevs av Fa Tsuan Wang och Tang. Allium gilgiticum ingår i släktet lökar, och familjen amaryllisväxter. Inga underarter finns listade i Catalogue of Life.